# 武者・騎士・コマンド SDガンダム緊急出撃
『武者・騎士・コマンド SDガンダム緊急出撃』（むしゃ・ナイト・コマンド エスディーガンダム スクランブル）は、1991年に公開された短編アニメ映画。同時上映は『機動戦士ガンダムF91』。

## あらすじ
平和な街に突如あらわれた宇宙大魔王は、永遠の命を手に入れるため、「生命の樹」を使って人々の命を吸い取っていった。博士とその孫リプリンは大魔王に対抗するため、転送機を使いヒーローを呼び出したが、現れたのは武者頑駄無、騎士ガンダム、コマンドガンダムの三人。それぞれの世界とは全く違う異世界に召喚された勇者達三人は、博士とリプリンからの説明で事情を理解し、巨大な悪と戦うことを決意。宇宙大魔王とその配下たちに戦いを挑むのであった。

## 概要
SDガンダムの主要三作品『SD戦国伝』『SDガンダム外伝』『SDコマンド戦記』の主人公が一堂に会した作品。監督は、『銀河漂流バイファム』の神田武幸。
他のSDガンダム作品でも、本編シリーズを基にしたSDガンダムキャラと、武者ガンダムのキャラクターがコメディの形で共演したことはあったが、シリアスな作品における武者・騎士・コマンドの共演は、後の『SDガンダムフォース』の原点と言え、ガンダムフォースの監督である阿部も作品について話す際に「コマンド、騎士、武者」と語っている。
ビデオパッケージ版には尺合わせのため「機動戦士SDガンダム パパルの暁 第103話スギナムの花嫁」とSDコマンドガンダムのキャラクター紹介が付属。
2014年にプレミアムバンダイで企画された「SDX SDガンダムシリーズ（騎士・コマンド・武者）」の紹介においては、これらの製品をそろえることで当作の再現が可能というアピールと作品紹介が行われた。
2020年6月18日にYouTubeガンダムチャンネルで『ガンダムビルドダイバーズRe:RISE』の代替配信のひとつとして配信された。2021年11月25日にはSDガンダムセレクションとして配信。

## 登場キャラクター
武者頑駄無（SD戦国伝）
声 - 富田耕生 / 阿部敦（ゲーム『SDガンダム バトルアライアンス』）
天宮（アーク）から召喚された頑駄無軍団の武者。ガンダム3人の中ではコメディリリーフを担当。騎士ガンダムからは「ミスター武者」と呼ばれる。宇宙大魔王との最終対決では家伝のナギナタをクシャクシャにされ、刀も折られて手ぶらになりながらも「家伝の力鉢巻き」を装備して闘志を燃やし、自ら肉弾戦を披露した。
騎士ガンダム（SDガンダム外伝）
声 - 松本保典
スダドアカワールドから召喚された伝説の勇者。三種の神器を纏ったフルアーマー形態で登場。敵の母船への突撃やリプリンへの紳士的な対応や救出など、ガンダム3人の中では、もっともヒーローらしい活躍を見せる。ランスを武器としていたが途中で投げつけたため、終盤では炎の剣を掲げる。
サタンガンダムも名前だけ登場している。
コマンドガンダム（SDコマンド戦記）
声 - 内海賢二 / 小西克幸（ゲーム『SDガンダム バトルアライアンス』）
SDコマンドワールドから召喚されたGアームズの総司令官。ヘヴィウェポンコマンドガンダムの姿で登場。冷静で大局的な判断を行うが、敵の母船にいきなりミサイルをぶち込んだりする大胆な行動も目立ち、猫が苦手なのか、ボテに驚いていた。剣や槍を用いる騎士ガンダムや武者頑駄無と異なり、ツインレーザーマシンガン、NCヘヴィガン、ミサイルポッド強化型、スモークディスチャージャーなど銃火器中心となっている。必殺技は「ファイナルショット」。武者頑駄無からは「大砲（おおづつ）の大将」との愛称で呼ばれる（一度だけ「コマンド殿」とも呼ばれた）。
キャプテンガンダムも名前だけ登場している。
リプリン
声 - 林原めぐみ
勇者を呼び出した12歳の少女。明るくおてんばでちょっとロマンチストらしい。三人の勇者に世界を救ってくれるよう頼み、本人も「生命の木の実」奪取のために敵の宇宙船に侵入する。猫のボテとは大の仲良しで、おじいちゃんも口ではうるさく言っているが実は自慢に思っている。敵の宇宙船に侵入して迷子になった際に遭遇した、宇宙大魔王の部下№2に誘拐されそうになるが、騎士ガンダムに救出される。宇宙大魔王に捕まりながらも抵抗する姿を、武者とコマンドは心の強さに感銘を受ける。
博士
声 - 北村弘一
勇者を召喚する装置を作った博士。リプリンの祖父。自称世界一の科学者であるが変な発明ばかりして失敗続きのためリプリンにいつも怒られている。今回使用した勇者を召喚するための転送機も、勇者召喚時に大爆発を起こしており、当の勇者達は転送機の中からではなく冷蔵庫の中から出現した。
ボテ
リプリンの飼っている猫。リプリンに引っ付いて戦場に出てきてしまった。リプリンが宇宙大魔王に捕まったときには、リプリンを助けようと宇宙大魔王を爪で引っかいていた（まったく効果はなかったが）。
三人の勇者にも懐いていたようだが、コマンドガンダムだけは猫が苦手なのかボテ相手に焦っていた。なお、名前の割には太ってはいない。
宇宙大魔王
声 - 飯塚昭三
惑星ウチェダンからやってきた異星人。宇宙をまたにかけたグルメ海賊で、星々の生命を吸収した「生命の木の実」を手に入れ永遠の命を得ようと企む。残虐非道な性格だが頭は単純。5800万度の必殺オックイー光線を手のひらから発射する。通常形態と戦闘形態の二つの形態を持つ。最終決戦では騎士ガンダムの電磁スピアを目に刺され、武者頑駄無にひっくり返され、コマンドガンダムのファイナルショットを口の中に放たれて敗北し、消滅した。
その悪行を聞いた騎士ガンダムからは「酷い、サタンもそこまでは……」と評された。
№2
声 - 江原正士
田舎者口調で喋る宇宙大魔王の部下。宇宙船に侵入して、偶々ブリッジに迷い込んだリプリンに一目惚れした。三大ガンダムと宇宙大魔王が宇宙船の中で戦った影響で船が壊れ始めると、魔王を裏切って「生命の木の実」と、リプリンをつれて逃げ出そうとする。最終的に騎士ガンダムによる執念の追撃で、逃走に使用した飛行機械とともに爆散した。
№3
声 - 二又一成
宇宙大魔王の部下その2。オカマ口調で喋る。生命の木を守っていた。
顔が溶液の詰まったカプセルの中に納まっている。コマンドガンダム一騎討ちを仕掛け、縛って電撃を浴びせるが、ナイフによる投擲で頭を貫かれて破れる。

## スタッフ
- 企画 - サンライズ
- 原作 - 矢立肇、富野由悠季
- 監督・脚本 - 神田武幸
- 演出 - 山口美浩
- SDキャラクター原案 - 横井孝二（レイアップ）
- キャラクターデザイン・作画監督 - 近永健一
- 美術監督 - 中村光毅、佐藤正浩、矢島洋一
- 撮影監督 - 奥井敦
- 音響監督 - 千葉耕市
- 音楽 - 岡田徹、川井憲次、戸塚修
- 音楽ディレクター - 大月俊倫

## 主題歌
『Sugar Lover Affair』
作詞：木本慶子 作曲：尾関昌也 編曲：山中紀昌 歌： 佐々木望、林原めぐみ